# Лебрен, Андре Жан
Андре Жан Лебрен (Ле Брен) (фр.  André Le Brun; 1737, Париж — 30 сентября 1811, Вильнюс) — французский художник: скульптор и рисовальщик при дворе польского короля Станислава Августа Понятовского в Варшаве. Член Парижской Академии Святого Луки. Работал также в Риме и Санкт-Петербурге.

## Биография

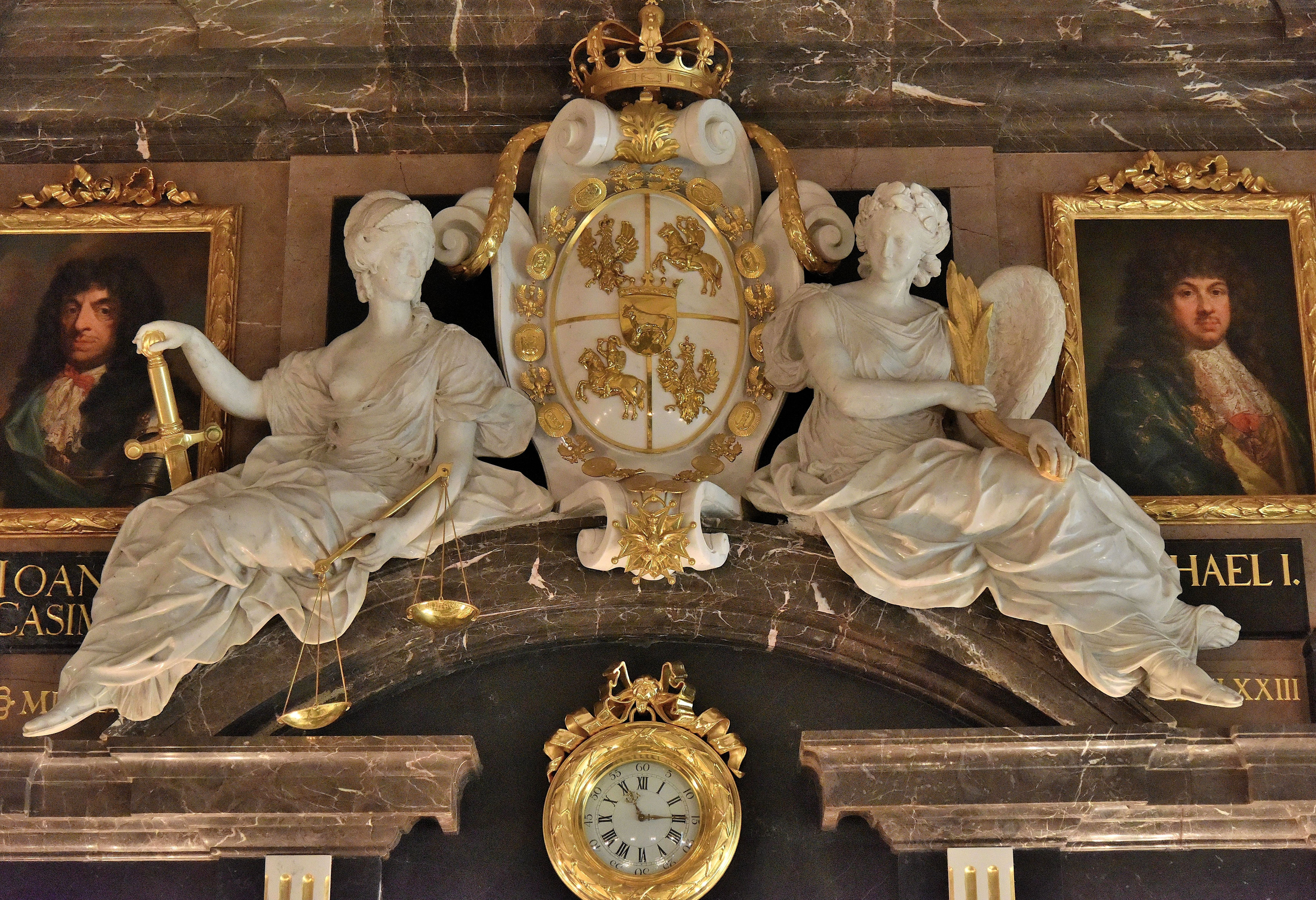
Аллегория Справедливости и Мира с гербом Речи Посполитой. 1771. Мраморный зал Королевского замка в Варшаве

Андре Жан Лебрен родился в Париже в 1737 году в семье Франко-фламандского происхождения. Учился у скульптора Жана-Батиста Пигаля. В 1756 году выиграл Римскую премию Королевской Академии живописи и скульптуры и с 1759 года продолжил обучение во Французской академии в Риме. Выполненные им скульптуры, в том числе статуя Давида для церкви Сан-Карло-аль-Корсо, портретные бюсты папы Климента XIII и кардинала Джузеппе Мария Ферони, получили признание в римском обществе.
В 1768 году, благодаря содействию Марии Терезы Жофрен, хозяйки знаменитого литературного салона в Париже, Лебрен получил место придворного скульптора короля Речи Посполитой Станислава Августа Понятовского, руководил скульптурной мастерской в Королевском замке в Варшаве. Через несколько лет король отправил его обратно в Рим для изучения древностей, чтобы совершенствовать своё мастерство. По возвращении в Варшаву в 1779 году Лебрен работал над отделкой дворца в Лазенках.
В 1795 году Андре Жан Лебрен вместе со свергнутым с престола Станиславом II отправился в Санкт-Петербург, где создал, среди прочего, портретные бюсты императрицы Марии Фёдоровны и полководца Александра Васильевича Суворова.
В 1802 (по иным данным в 1808) году Лебрен начал работать профессором скульптуры и резьбы по камню в императорском Виленском университете. Андре Жан Лебрен оставался в этой должности до своей смерти в 1811 году. Лебрен был членом Академии Святого Луки в Париже и Академии наук, литературы и искусства в Марселе.

## Творчество
Индивидуальный стиль Лебрена складывался под влиянием школы римского барокко. Работая в Польше, Лебрен постепенно склонялся к классицистическому стилю. Его близким соратником был Якуб Мональди. Скульптуры и рисунки Лебрена, встречающиеся в польских и российских коллекциях, атрибутируются относительно легко. Подписанный лист в собрании Государственного Эрмитажа в Санкт-Петербурге, описанный М. В. Доброклонским, подтверждает подобные атрибуции. Эрмитажное собрание рисунков художника, поступившее в музей в 1925 году из коллекции Н. Б. Юсупова, состоит всего из десяти листов художника, в том числе редких образцов бытового жанра.

## Галерея

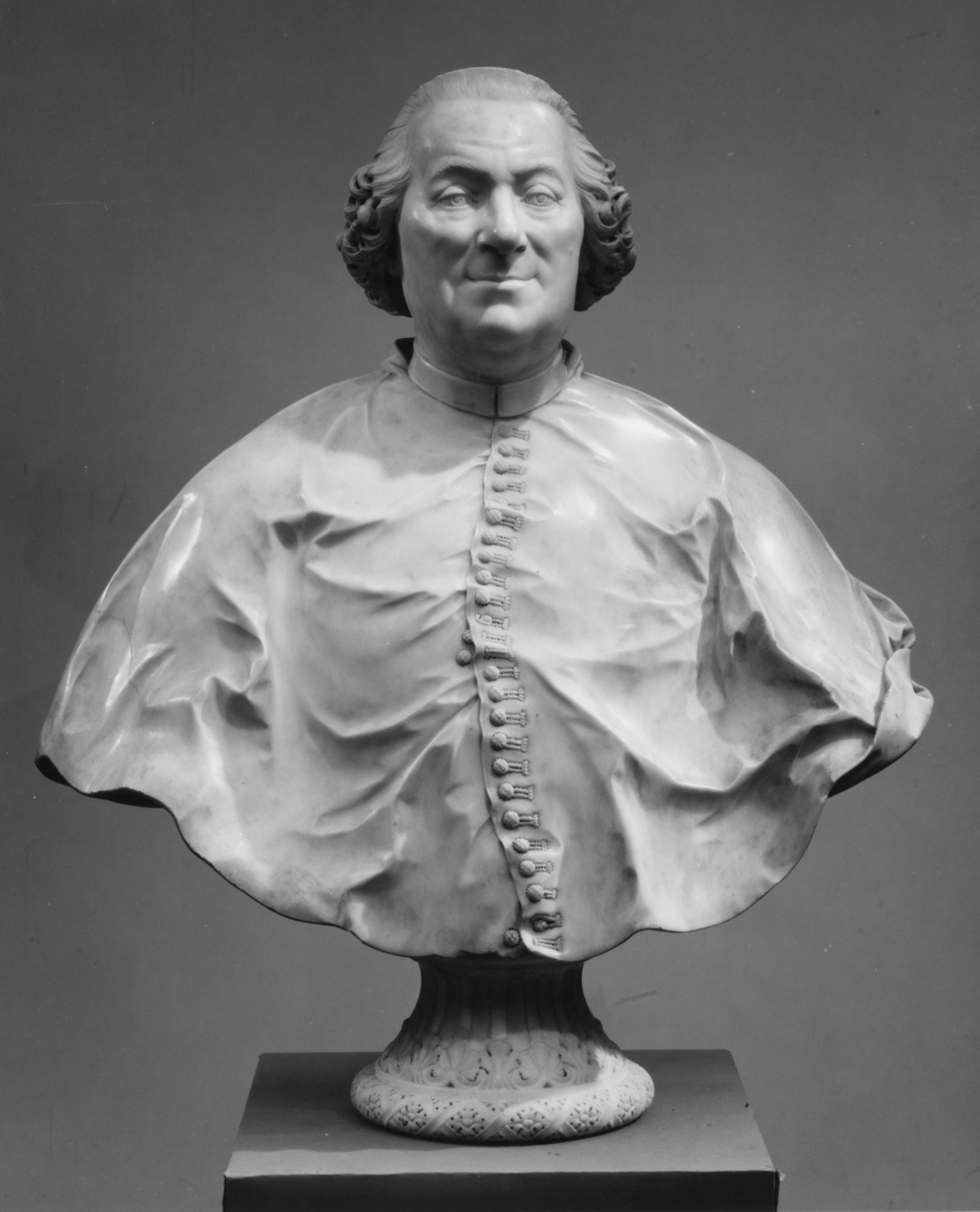
Кардинал Джузеппе Мария Ферони. Ок. 1767. Мрамор. Метрополитен-музей, Нью-Йорк
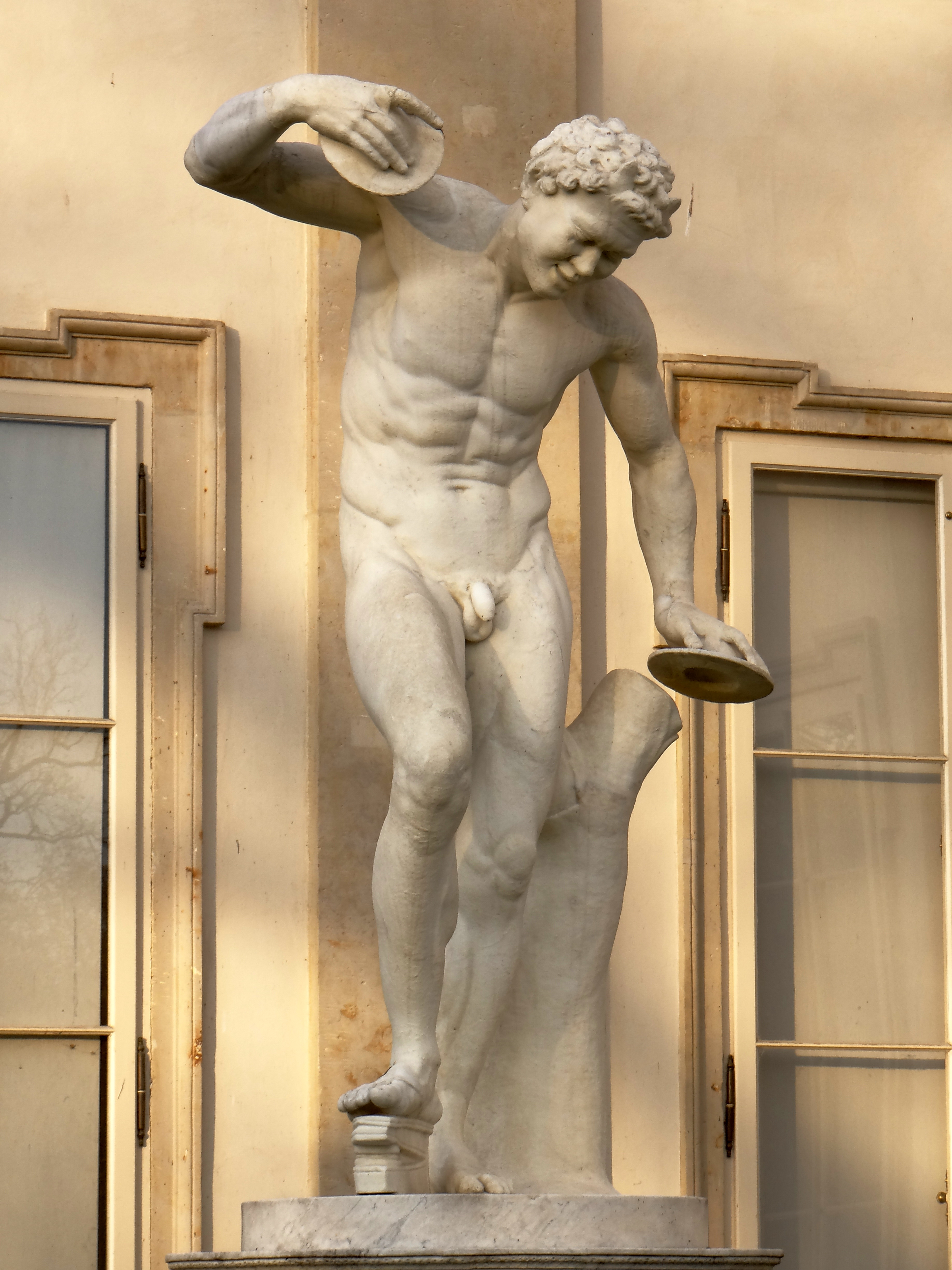
Танцующий сатир. 1776. Водный дворец, Лазенки. Варшава
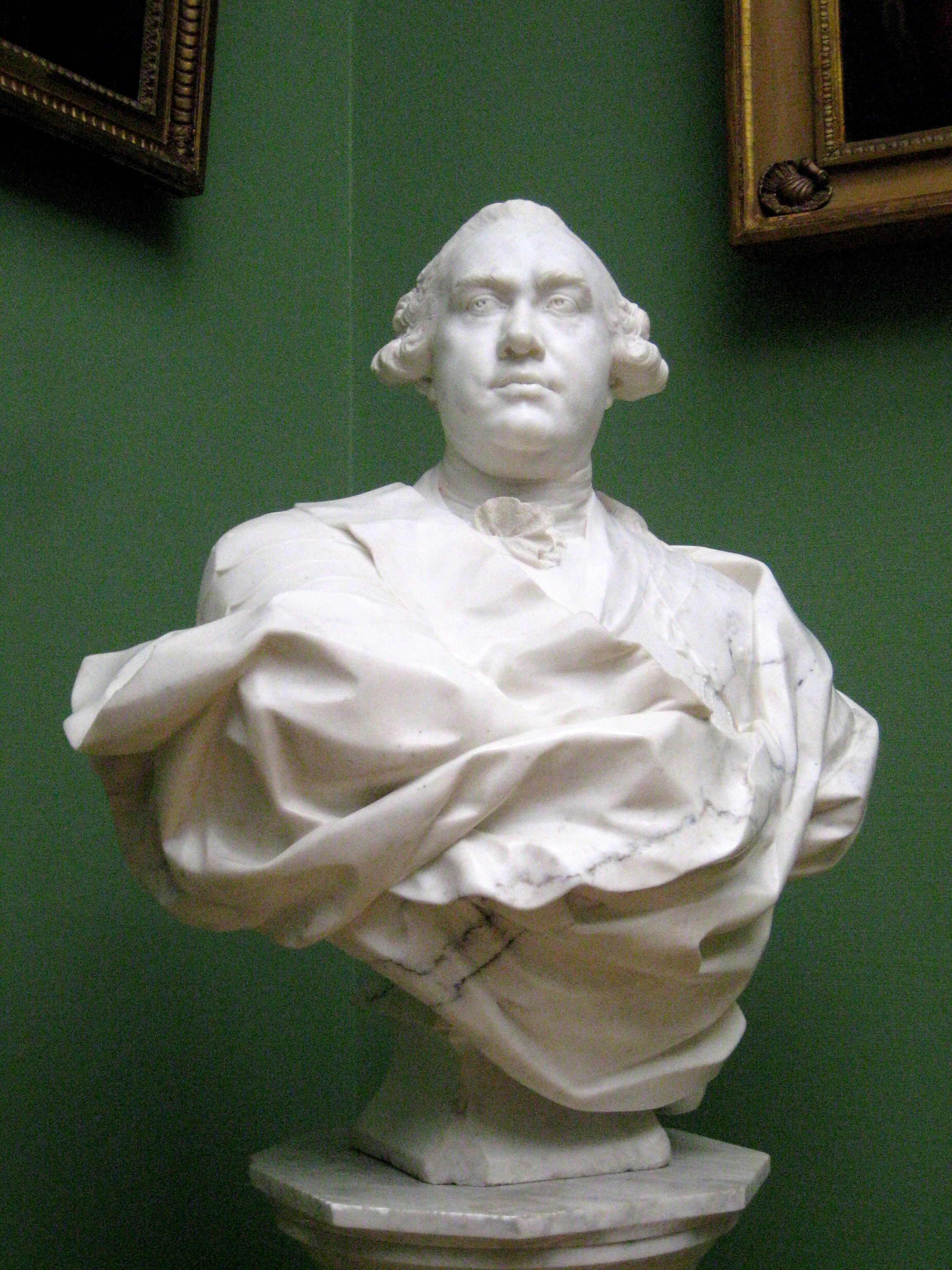
Кирилл Разумовский. 1766. Мрамор. Государственная Третьяковская галерея, Москва
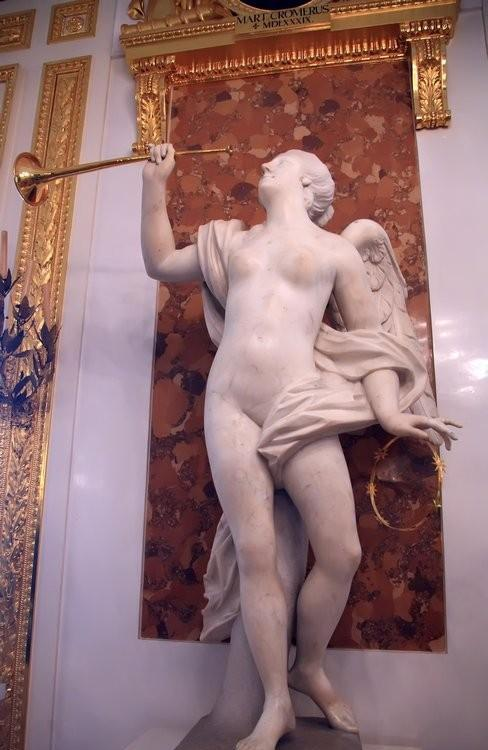
Фама (Слава). Мрамор. Королевский замок в Варшаве.
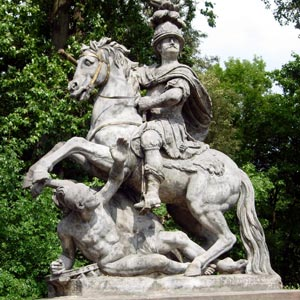
Конная статуя польского короля Яна III Собеского. Ф. Пинк по модели А. Ж. Лебрена. 1780-е гг. Камень. Лазенки, Варшава
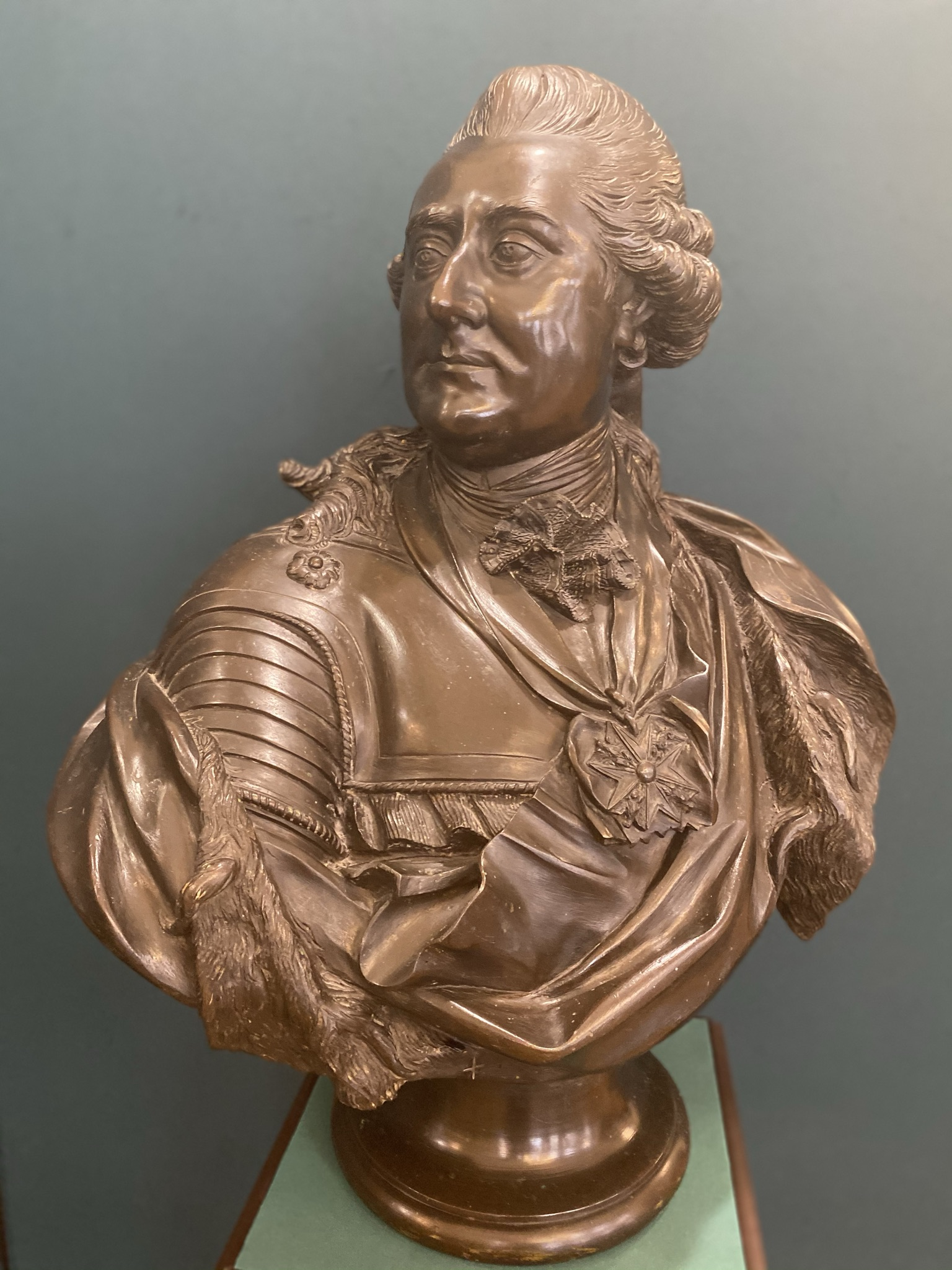
Бюст короля Станислава Августа Понятовского. Бронза. Гродненский историко-археологический музей
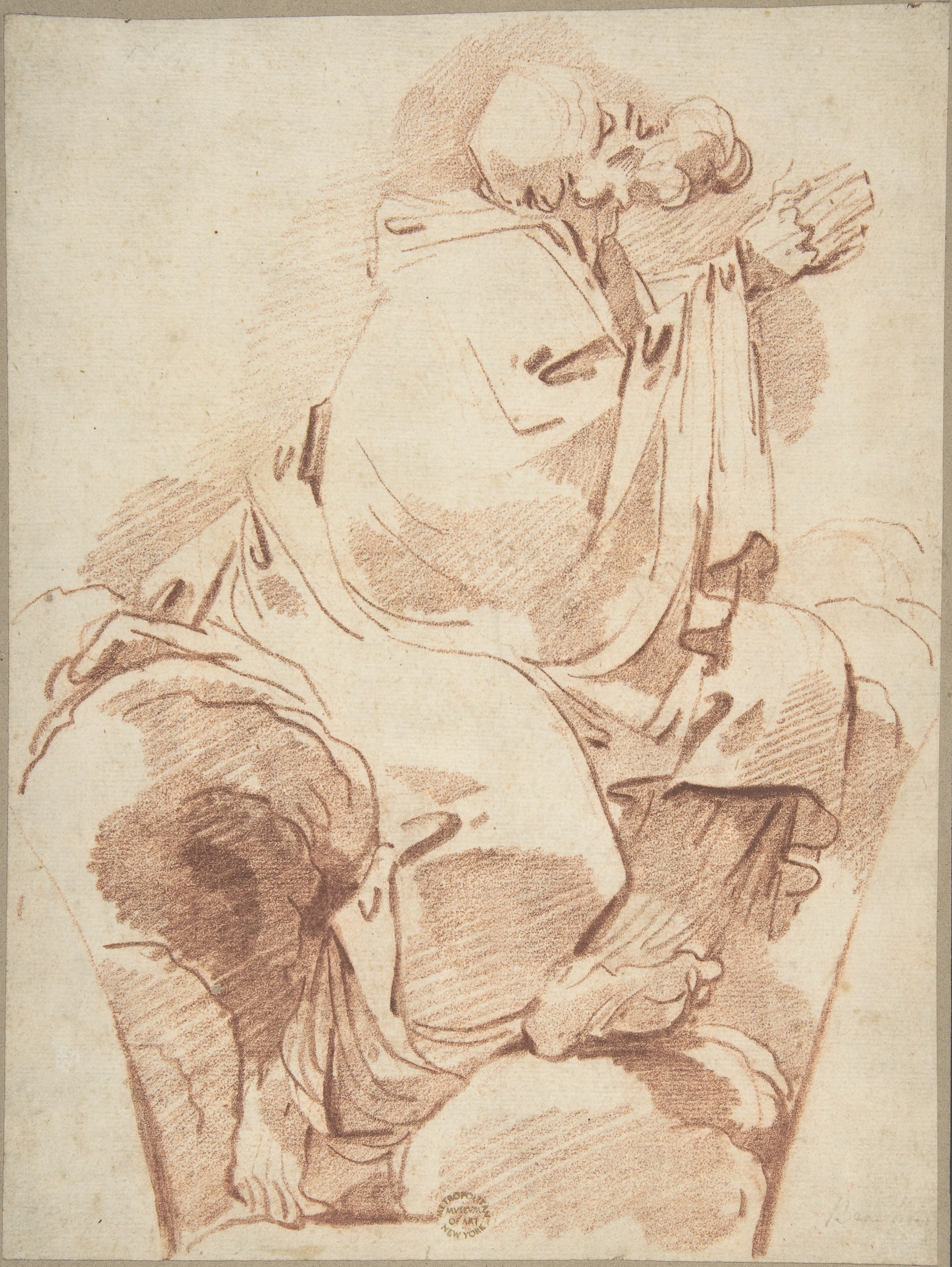
Сидящий на облаке пророк. Бумага, сангина. Метрополитен-музей, Нью-Йорк
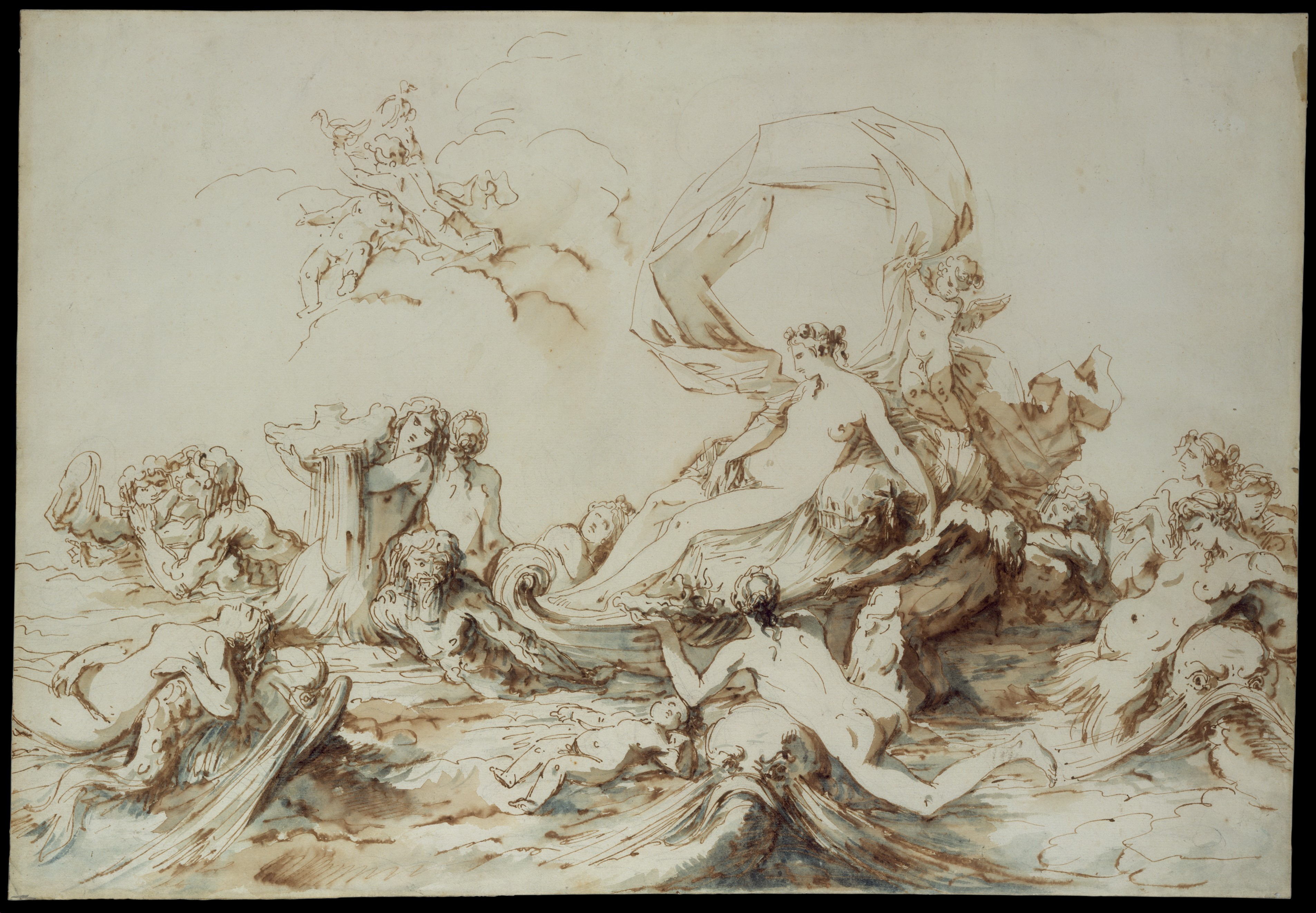
Tриумф Венеры. Бумага, мел, перо, кисть, чернила. Метрополитен-музей, Нью-Йорк

## Избранные произведения
- Статуя царя Давида для базилики Сан-Карло-аль-Корсо в Риме
- Бюст кардинала Джузеппе Мария Ферони. Ок. 1767. Мрамор. Метрополитен-музей, Нью-Йорк
- Бюст графа Кирилла Григорьевича Разумовского. 1766. Государственная Третьяковская галерея, Москва
- Бюст папы Римского Климента XIII. 1768
- Бюст Мария Фёдоровны, супруги императора Павла I
- Бюст гетмана Стефана Чарнецкого

Рисунки, хранящиеся в парижском Лувре:
- Три молодые женщины в античных одеждах танцуют перед гермой
- Аллегорическая статуя Афины
- Нептун с трезубцем в медальоне

Произведения, хранящиеся в Королевском замке в Варшаве:
- Декоративные скульптуры, в том числе, аллегорические фигуры Справедливости и Мира, поддерживающих щит с гербом Речи Посполитой в Мраморном зале дворца. 1771
- Скульптуры Большого зала, в том числе статуи Аполлона и Минервы. Ок. 1778 г. В соавторстве с Якубом Мональди
- Статуя Фамы (Славы) и тринадцать бюстов прославленных поляков в Рыцарском зале. Бронза
- Скульптуры «Танцующие сатиры» и «Вакханка» в парке Лазенки
- Четыре атланта, поддерживающих балкон над входом во Дворец Тышкевичей в Варшаве. 1787
- Модель памятника королю Яну III Собескому в Варшаве (выполнил в камне скульптор Ф. Пинк). 1788. Парк в Лазенках.